# 武当派
武當派是集合晚清時期至民國初年之傳說，與及小說資料所影響，而形成之为江湖武術門派。
首先在民國初年楊式太極拳傳人說太極拳即是劉宋時期(420—479年)武當丹士朴陽子張三丰所傳之內家拳。楊家太極楊澄甫(楊露禪之孫)在民國初年所著的《太極拳體用全書》，在自序中說：“先大父更詔之日，太極拳創自宋末張三丰，傳之者，為王宗岳、陳州同、張松溪、蔣發諸人相承不絕。陳長興師，乃蔣發惟一之弟子。” 
中國武術的早期發展多半缺乏文字記載，僅能靠師徒口耳相傳。現今廣為流傳的部份太極拳門派，如楊家、吳家、李家等均源自陳家溝陳氏太極拳，比如，楊露禪（楊式太極拳鼻祖）從河南溫縣陳家溝陳長興那裡作為第一位非陳家的外姓人學得太極拳，後來多家門派的後人也有各自需要提出源自武當張三丰之說法。明國時期和中國武術協會等研究機構從可考史證記載來看，太極拳歷史資料溯源均歸至陳家溝。至於張三豐或張三峰的歷史人物記載均與太極拳無關。中國文化習慣於編造一位類似成仙得道的故事以增加敘事的神秘感。關于太極拳歷史的此類傳說多出現於清末民初。從確鑿記事來看，陳王廷與明代創立太極拳（時稱棉拳）后僅限家傳。直至清代方由陳家溝陳長興傳與楊露禪，於是由陳氏太極拳衍生出楊氏、武氏、孫氏、和式等太極拳門派。
據清徐道等述贊的《神仙鑒》(原名《三教同原錄》)載：“劉宋時有張三峰者，號朴陽子。未入道時，曾授人以房中御女方。天帝惡之，終于草島游仙。何一陽仙姑游華山，曾見其金丹秘訣，悉務于身。因無天詔，難升玉闕，深慨惜焉。” 此類神仙傳說較多，但此類傳說的張三峰其實與太極拳卻沒有干係。
1921年許禹生書刊開始改稱太極拳是宋元時期道士張三丰所創。相傳之武當派開山祖師張三丰，本名張君寶，生于1247年(元定宗二年四月初九日、南宋理宗七年元)，於1366年(元惠宗三年九月二十二日)，于陝西寶雞金台觀去世。
但據現存武當派各分支派及武當山道教中人相傳，武當派開山祖師張三丰 ，本名張全一，字玄玄，元明之際著名道士，遼東懿州人。於湖北均县武当山修道，供奉玄天上帝为主神。因玄天上帝，本名玄武大帝，故武當派亦稱為玄武派，是武當山的本山派系。由於他是遼東懿州人，因此，武當派在遼東留下一脈支派，稱為三丰自然派。中國武術研究協會曾多次前往武當山考證張三豐的記載，並沒有發現張三豐與太極拳有可考證的確鑿證據，因此中國武術協會根據可考證史料認定中國太極拳發源地為河南溫縣陳家溝，太極拳由明代陳王廷創立。

## 清末直隸軍中武術
清末直隸清軍中武術，亦是後來袁世凱新軍中所習的拳術，後直系軍閥承繼之。包括了太極拳、心意六合拳(發展出形意拳)、八卦掌、八極拳。

## 民國時期之武當派
- 1927年國民政府於南京成立中央國術館。以軍中『直系』元老李景林、张之江、杜心五等主政，把各家各派的武術掌門人邀至國術館任教。分少林及武當兩門。少林門長為王子平。管理項目為少林拳、八極拳、劈掛拳、查拳、彈腿。而武當門長是高振東。管理項目為八卦掌、形意拳、太極拳。高振東本人習王薌齋意拳。

- 1931年，李景林主政山東國術館期間，教授武當劍法、創對劍套路。

## 近代對武當拳派源流、拳系及內容之研究
由武漢體育學院武術系主任、教授、著名武術家江百龍先生領導、組織的課題科研組，對國家體委委管課題研究項目《武當拳派源流、拳系及內容研究》，歷時三年的研究，於1992年8月1日，在武當山紫霄飯店宣講論文進行鑒定。 參加鑒定的是由國家體委組織的二十餘名全國武術界著名的專家、學者、教授、武術大師，對該課題的《武當拳派祖師張三丰之生平》、《武當拳派之淵源》、《武當拳派之理論基礎》、《武當拳派之技擊內容》，進行了認真鑒定，一致認為：張三丰確有其人，武當山確有其拳，武當拳派是與少林拳派齊名的中國內家拳。這次對武當拳派的高層次高水準的研究，出了專著《武當拳之研究》，併在國家體委獲獎。
國家體委科研課題《武當拳派源流、拳系及內容研究》工作，編撰《武當拳之研究》，發表《武當拳探源》、《武當拳與道教理論的聯繫》等多篇武當武術論文，彙集了當前贊同“張三丰的太極拳祖師地位”的武術學者有關“武當武術”和“張三丰”研究的主要觀點，透視出了這些學者的研究方向和學術層面。

## 現時之武當派
現在所稱之武當派或內家拳，當出自武禹襄之後。拳種為當時北京天津直隸一帶之地方武術，混合了長拳、炮捶、紅拳、太極拳、八卦掌、形意拳等。
武当派建国后武當派沒有建國這個說法不正確的道总：
第一任道总：阮蓬志（道号仙境子）1984-1987年在任
第二任道总：王光德（道号通圣）1987-2001年在任
第三任道总：李光富 (道号诚道)2001-至今

## 門派分支與人物承傳
道教武當門派分支眾多。粗分南武當北武當之外，分全真龍門派﹑正一派﹑真武玄武門/玄武派、三丰自然派、...等七八個分支。
也因為跟多位師父學習不同武術，加上1989年恢復玄武派，一人同時承傳兩派功夫也是常見。 正式拜師入門嘅入室弟子比俗家弟子承傳更多更深入，而且包含拳術以外的哲學﹑宗教﹑醫術﹑秘傳知識等。
其中傳武當武術或太極拳的歷代師徒人數也眾多。很多正式上山修道者很少接觸傳媒甚至互聯網，不為外人知道。
暫時列舉相關人物多係開班授徒﹑任職高位﹑名人之師父﹑已推出書本或錄像影碟﹑參加武術交流大會或表演者。
即使同一門派分支，近代人跟多位師父學習，融會貫通加創新，每代武當太極拳也會出現一點增刪變化或改進。

### 玄武派
相傳武當派開山祖師張三丰，於湖北均縣武當山修道，供奉玄天上帝為主神 (宋元时，皇室封号武当山真武神)，因玄天上帝，本名玄武大帝，故武當派亦稱為「玄武派」，是武當山的本山派系。 玄武派因為歷史原因曾經中斷。1989年農曆九月九日，武當山道教協會決定恢復「武當玄武派」。武當玄武派承接原來第十二代，恢復承接的第一代為第十三代弟子，第二代由1986年陰曆正月初一開始。 
武當玄武派弟子輩份排行用字：
宣淵一道志，求德振常存，照應通玄理，微希太景成，武當興法派，惟仙尊之宗，大岳氣自然，五龍呈祥煙，玉虛宏圖展，三丰丹技傳，南岩捧聖真，紫霄永吉昌。
- 王光德 (1947-2001) : 道名 王通聖。武當玄武派第十三代掌門人。中國道教協會副會長、湖北省道教協會會長、十堰市政協副主席、丹江口市政協副主席、武當山旅游經濟特區副區長、武當山道教協會會長 [8]。
- 游玄德（1965-）: 道號：玉京子、洞天真人，號松鶴山人。武當玄武派第十四代掌門人[9] [10]。 曾跟隨 呂明道、朱誠德、王通和（王維慎）、武當山玄武派第十三代掌門王通聖等習武。 承傳三丰祖師當年所創，只傳武當山道人之「秘傳武當太極拳」[11][12]，並大力推廣「武當內丹養生術」及「武當功夫」，著有《秘傳武當太極拳》(2009)[13]、《武當道教養生導引術》(2010)[14] 等書籍。  中外弟子眾多。 十五代弟子係「理」字輩。入室弟子有數十人，較爲傑出者有田理陽、朱理明、袁理敏、田理芳、陳理勝、周理參、王理平（王平）、王理東（王文東）、羅理英（羅哲英）、李理浩、唐理龍、陳理展、.......等。 外國弟子有游理太、游理瑞、游理漢、游理倫、游理蘇等。

- 田理陽 : 武當玄武派第十五代弟子。1999年被武當山道教協會王光德會長及恩師遊玄德道長指認為武當第十五代傳人兼掌門大弟子，統管武當派門戶。[15]

- 袁理敏 : 武當玄武派第十五代弟子。傳第十六代弟子張微海，袁微鑫，熊微正…等等。

- 羅理英（羅哲英）: 道號：清風子。武當玄武派第十五代弟子。香港人。武當山內家拳宗十五代傳人。香港道教聯合會「武當養生功」及「秘傳武當太極拳」導師[16][17]。

- 武當玄武派第十七代弟子有：希真，希武，希寶，希劍，希峰，希靈…等等。

### 三丰派
武當三丰派承傳徒弟輩份用字 ：
玄元通道居端靜，白鶴乘虛向自清，師資月圓皈志禮，身中抱一管丹成，太上淵微入妙園，凌雲星朗貯壺天，功候到日方許就，始悟真言信可傳。
- 鍾雲龍： 道號：清微。武當三丰派14代武術傳人。師承 朱誠德﹑郭高一﹑王光德 (即武當玄武派第十三代掌門王通聖)﹑金子弢（愛新覺羅溥儇）﹑匡常修。擅「武當太乙五行擒撲二十三式」(後簡稱為「武當太乙五行拳」--也屬武當太極拳之一)[18] 。
- 陳世柳/陳師行：道號：師行。武當三丰派第15代武術傳人之一。尤以公開示範輕功出名[19][20]。師承鍾雲龍。創立武當師行功夫館[18]。2008年「世界傳統武術節」武當劍金獎被陳師行道長演練的「太乙玄門劍」獲得。
- 鍾學勇：道號：師瓊。武當三丰派第15代武術傳人之一。武當道教功夫學院副院長兼總教練[21]，有挪威弟子 Bjarte Simon Hiley(凌遠)[22]。
- 袁修剛，道號：師懋。武當三丰派第15代武術傳人之一。師承鍾雲龍。任「武當山武術學院」總教練[18]。

### 三丰自然派
自古相傳，武當派開山祖師張三丰，是遼東懿州人。而武當派亦在遼東 (今之遼寧省的閭山) 留下一脈，稱為三丰自然派。
- 劉妙元道長：武當三丰自然派第22代。
- 楊明真（楊信山）：閭山大朝陽觀武當三丰自然派第23代掌門人。
- 劉煥軍：武當三丰自然派第24代掌門人，楊明真之徒弟。一說由他創閭山派。中國武當拳法研究會總顧問(1991年)。中國武當武術開發中心總顧問、總教練(1995年)美國中醫藥太極國術研究院教授(2001年)。北京大學武術研究中心聘為顧問。 入選《世界優秀專家人才名典》。 培養了一大批武術界名家: 陳占水（大連陸軍學院武術教官，上校）、匡建軍 、趙守禮 、謝紫英 、劉明德、黎小玲、蔣劍、韓慶浩、李清福、王敬峰、劉守仁、史玨東、晏洪濤、劉艷麗、黃建新等。[23]
- 王韶君（王本成）：武當三丰自然派第25代傳人之一。
- 張奇（張本龍）字 本龍 / 號「靈丹子」（1949-）：武當三丰自然派第25代傳人之一，師承劉煥軍、萬籟聲等八人（萬籟聲師承趙鑫洲，趙鑫洲師承劉德寬）。 著有一本《張三丰原式太極拳》(81式)。張奇弟子數百人 ，包括王平[24] 事跡載於多份報刊與電視台。[25]。
- 王平（王理平) / 號「風塵子」：武當三丰自然派第26代傳人，武當玄武派第15代傳人。先後拜張奇﹑王韶君﹑游玄德為師, 也得劉煥軍親傳武藝。融會貫通演變為99式至108式太極拳，精擅多種武當拳術及器械。常駐於廣東授徒。曾於多次比賽獲獎。弟子之中包括有香港人[26] [27] 。
- 宋大明：風塵子王平 徒弟之一。武當閭山三丰自然派第27代「祥」字輩傳人。曾於比賽獲獎。編著《道家三丰36式太極拳》(2010)於廣東深圳授徒。
- 李貴龍（李祥龍）：風塵子王平 徒弟之一。武當三丰自然派第27代「祥」字輩傳人。曾多次於中港兩地武術比賽以「武當太極拳」、「武當八卦掌」及「武當八卦劍」等獲得冠軍。閭山武當玄武派香港總會創會會長。於廣東香港授徒。

## 武俠小說中之武當派
武當派是中土武術宗派之一。武當武學一度在文學作品中被描繪得神乎其技，人們通常把這種練習內功為主的拳法稱為內家拳。武當道士們所創的武當武學中，蘊含著珍愛生命的傳統哲理，小說家們將太極、陰陽、五行、八卦等哲學理論用於拳理、拳技、練功原則和技擊戰術中，組成一個龐大的武當武系。
武當派傳說中的開山祖師是元、明之際的張三丰，他的生平眾說紛紜，大致說來，他是遼東懿州人，本名是張全一，一名君寶，號三丰，因為不修邊幅，又被稱為張邋遢。他天資聰敏，過目不忘，與人言談，專以道德、仁義、忠孝為本，並無虛誕欺誑於人，因而修練成「心與神通，神與道一，事事皆有先見之理」的境地。平時行止不定，或穿山走石或鋪雲臥雪，所以人們視他為神仙中人。
武當與少林兩派在武俠小說中均有著相當重要的地位，一直都有「北崇少林，南尊武當」的說法，這兩派也常聯合起來主持武林正義。兩者的不同除了分屬佛道兩種宗教信仰外，少林寺的地理位置是較明確的，武當派就只說是在武當山上，這或許是因為武當山上的知名道觀多，卻沒有像是少林寺這般將宗教與武學相結合的單位。

### 金庸小說
按金庸的武侠小说《倚天屠龙记》，张三丰为少林觉远大師的徒弟、师徒因违犯少林不准打雜的擅自学武的禁令而逃了出来，后来他根据少林功法变通，且自创内家拳，自成一家，称武当派。武当为内家之宗，在武林中与少林齊名。

#### 武当派絕學
- 入門武功

三十二勢長拳
武當長拳
八卦遊龍掌
- 兵器

神門十三劍
共有一十三记招数，每记招式各不相同，但所刺之处，全是敌人手腕的神门穴。神门穴在手掌后瑞骨之端，敌人中剑后，手掌便再也使不出半点力道。
繞指柔劍
使用时以浑厚内力逼弯剑刃，长剑竟似变成了一条软带，轻柔曲折，飘忽不定，剑招闪烁无常，敌人难以招架。
柔雲劍法
此剑术一经发动就连绵不断，在一招之后，不论对方如何招架退避，第二招顺势跟着就来，如柔丝不断，春云绵绵。
- 拳掌

綿掌
手法以掌为主，运转舒展如绵，动作连而不断，掌法运行成环，劲力要求内蓄刚劲，外现绵柔，爆发时迅速、快捷。
八卦掌
合于八卦之数；在行掌时，要求以摆扣步走圆形，将八个方位全都走到，而不像一般拳术那样，或来去一条线，或走四角，所以称为“八卦掌”。
迴風掌
虎爪手
震山掌
勁貫雙臂，大喝一聲，雙掌推出。
震天鐵掌
虎爪絕戶手
从武当派擒拿手法虎爪手变化而来，却是招招拿人腰眼，能使敌人损阴绝嗣。
無極玄功拳
- 輕功

梯雲縱
堪称轻功中的轻功，其注重身法的轻灵，不以步法多变来迷惑对手，要旨是身形轻巧，高低进退自如。
- 陣法

真武七截陣
张三丰从真武神像座前的蛇山、龜山，心想这一龟一蛇正是兼收至重至灵的两件物性，竟从中创制出一套精妙无方的武功出来。然而，从大气磅礴的龟、蛇二山山势演化而来的武功决非一人之力能同时施为。于是他传了七位弟子每人一套武功，各有精微奥妙之处，若二人合力，则攻守妆备，威力大暗。若三人同使，比二人同使的威力又强一倍。四人相当于八位高手，五人相当于十六位，六人相当于三十二位，七人相当于六十四位当世一流高手同时出手。
- 內功

純陽無極功

武當九陽功
- 秘術

倚天屠龍功
張三丰悟自倚天屠龍二十四字所創的神妙筆法，七俠中只有張翠山習得
太極劍法
集道家武學之大成的劍法，講究神在劍先，綿綿不絕，以不變應萬變。
太極拳法
集道家武學之大成的拳法，講究太極圓轉，永無止境，用意而不用力。
(上述乃參考了1921年出版，楊式太極許禹生所著的《太極拳勢圖解》資料創作而成)
張三丰年輕時所用的《真武劍》﹝笑傲江湖﹞

#### 武當派人物
- 《倚天屠龍記》

|                     |                     |                     |                     |                     |                     |  |  |                 |                 |                 |                 |                 |                 |  |  |        |        |        |        |        |        |  |  | 創派掌門 張三丰 |        |        |        |        |        |  |  |                     |                     |                     |                     |                     |                     |  |  |        |        |        |        |        |        |  |  |        |        |        |        |        |        |  |  |  |  |  |  |  |  |  |  |  |  |  |  |  |  |  |  |  |  |  |  |  |  |  |  |  |  |  |  |  |  |  |  |  |  |  |  |  |  |  |  |  |  |
|                     |                     |                     |                     |                     |                     |  |  |                 |                 |                 |                 |                 |                 |  |  |        |        |        |        |        |        |  |  |                 |        |        |        |        |        |  |  |                     |                     |                     |                     |                     |                     |  |  |        |        |        |        |        |        |  |  |        |        |        |        |        |        |  |  |  |  |  |  |  |  |  |  |  |  |  |  |  |  |  |  |  |  |  |  |  |  |  |  |  |  |  |  |  |  |  |  |  |  |  |  |  |  |  |  |  |  |
|                     |                     |                     |                     |                     |                     |  |  |                 |                 |                 |                 |                 |                 |  |  |        |        |        |        |        |        |  |  |                 |        |        |        |        |        |  |  |                     |                     |                     |                     |                     |                     |  |  |        |        |        |        |        |        |  |  |        |        |        |        |        |        |  |  |  |  |  |  |  |  |  |  |  |  |  |  |  |  |  |  |  |  |  |  |  |  |  |  |  |  |  |  |  |  |  |  |  |  |  |  |  |  |  |  |  |  |
| 掌門弟子 宋遠橋     | 掌門弟子 宋遠橋     | 掌門弟子 宋遠橋     | 掌門弟子 宋遠橋     | 掌門弟子 宋遠橋     | 掌門弟子 宋遠橋     |  |  | 掌門弟子 俞蓮舟 | 掌門弟子 俞蓮舟 | 掌門弟子 俞蓮舟 | 掌門弟子 俞蓮舟 | 掌門弟子 俞蓮舟 | 掌門弟子 俞蓮舟 |  |  | 俞岱巖 | 俞岱巖 | 俞岱巖 | 俞岱巖 | 俞岱巖 | 俞岱巖 |  |  | 張松溪          | 張松溪 | 張松溪 | 張松溪 | 張松溪 | 張松溪 |  |  | 「銀鉤鐵劃」 張翠山 | 「銀鉤鐵劃」 張翠山 | 「銀鉤鐵劃」 張翠山 | 「銀鉤鐵劃」 張翠山 | 「銀鉤鐵劃」 張翠山 | 「銀鉤鐵劃」 張翠山 |  |  | 殷梨亭 | 殷梨亭 | 殷梨亭 | 殷梨亭 | 殷梨亭 | 殷梨亭 |  |  | 莫聲谷 | 莫聲谷 | 莫聲谷 | 莫聲谷 | 莫聲谷 | 莫聲谷 |  |  |  |  |  |  |  |  |  |  |  |  |  |  |  |  |  |  |  |  |  |  |  |  |  |  |  |  |  |  |  |  |  |  |  |  |  |  |  |  |  |  |  |  |
| 掌門弟子 宋遠橋     | 掌門弟子 宋遠橋     | 掌門弟子 宋遠橋     | 掌門弟子 宋遠橋     | 掌門弟子 宋遠橋     | 掌門弟子 宋遠橋     |  |  | 掌門弟子 俞蓮舟 | 掌門弟子 俞蓮舟 | 掌門弟子 俞蓮舟 | 掌門弟子 俞蓮舟 | 掌門弟子 俞蓮舟 | 掌門弟子 俞蓮舟 |  |  | 俞岱巖 | 俞岱巖 | 俞岱巖 | 俞岱巖 | 俞岱巖 | 俞岱巖 |  |  | 張松溪          | 張松溪 | 張松溪 | 張松溪 | 張松溪 | 張松溪 |  |  | 「銀鉤鐵劃」 張翠山 | 「銀鉤鐵劃」 張翠山 | 「銀鉤鐵劃」 張翠山 | 「銀鉤鐵劃」 張翠山 | 「銀鉤鐵劃」 張翠山 | 「銀鉤鐵劃」 張翠山 |  |  | 殷梨亭 | 殷梨亭 | 殷梨亭 | 殷梨亭 | 殷梨亭 | 殷梨亭 |  |  | 莫聲谷 | 莫聲谷 | 莫聲谷 | 莫聲谷 | 莫聲谷 | 莫聲谷 |  |  |  |  |  |  |  |  |  |  |  |  |  |  |  |  |  |  |  |  |  |  |  |  |  |  |  |  |  |  |  |  |  |  |  |  |  |  |  |  |  |  |  |  |
| 「玉面孟嘗」 宋青書 | 「玉面孟嘗」 宋青書 | 「玉面孟嘗」 宋青書 | 「玉面孟嘗」 宋青書 | 「玉面孟嘗」 宋青書 | 「玉面孟嘗」 宋青書 |  |  |                 |                 |                 |                 |                 |                 |  |  | 靈虛子 | 靈虛子 | 靈虛子 | 靈虛子 | 靈虛子 | 靈虛子 |  |  |                 |        |        |        |        |        |  |  | 張無忌              | 張無忌              | 張無忌              | 張無忌              | 張無忌              | 張無忌              |  |  |        |        |        |        |        |        |  |  |        |        |        |        |        |        |  |  |  |  |  |  |  |  |  |  |  |  |  |  |  |  |  |  |  |  |  |  |  |  |  |  |  |  |  |  |  |  |  |  |  |  |  |  |  |  |  |  |  |  |

- 《笑傲江湖》
  - 沖虛道長
- 《俠客行》
  - 愚茶道人
- 《鹿鼎記》
  - 雲鶴道人
  - 云雁道人
- 《書劍恩仇錄》
  - 「千里獨行俠」馬真
  - 「綿裏針」陸菲青
  - 「火手判官」張召重
  - 「金笛秀才」余魚同
  - 李沅芷
- 《武道狂之诗》
  - 武当掌门-姚莲舟

#### 旁支
- 仙都派別（《碧血劍》）